# Horace Walpole
Horace Walpole (London, 1717. október 5. – London, 1797. március 2.) angol író, Robert Walpole államférfi fia.

## Élete
Cambridge-ben tanult, és beutazta a kontinens nagy részét. Miután Angliába visszatért, beválasztották az alsóházba, apja halála után pedig a felsőházba jutott. De Walpole nem vett részt a törvényhozásban, és 1758-ban visszavonult Strawberry Hill nevű birtokára, amelyet középkori várrá alakított át és ahol könyvekből, műkincsekből és egyéb drágaságokból értékes gyűjteményt rendezett be.
1791-ben az Orford grófja címet örökölte. Sokféle munkáiból kiemelkedik a Catalogue of engravers who have been born or resided in England (1763) és Catalogue of the royal and noble authors of England, Scotland and Irland (1758) című írása. Kísértetregénye, a The castle of Otranto, amely 1764-ben jelent meg először, mintául egy egész regénysorozatnak.
Az Aedes Wlapolianae (London, 1747) a houghtoni műkincsek kimutatását tartalmazza szakszerű összeállításban. A nagy értékű műkincseket később II. Katalin orosz császárnő vásárolta meg. Walpole igazi hírnévre leveleivel és memoárjaival tett szert. Levelei 1840-ben jelentek meg hat kötetben, kiegészítve az 1851-ben megjelent üzenetekkel, amelyeket William Mason költővel váltott. A levelek szellemessek, és a kort, valamint szereplőit érintő kíméletlen gúny hatja át. Memoárjai, amelyeket 1751-től írt, fontos adatokat tartalmaznak koráról, II. és részben III. György király uralkodásáról.

## Főbb munkái
- Some Anecdotes of Painting in England (1762)
- The Castle of Otranto (1764), magyarul: Az otrantói kastély, in: Kalandos históriák, Európa, 1974
- The Mysterious Mother (1768)
- Historic Doubts on the Life and Reign of Richard III (1768)
- On Modern Gardening (1780)
- A Description of the Villa of Mr. Horace Walpole (1784)
- Hieroglyphic Tales (1785)

## Magyarul
- Az élet felé. Egy pompás fiú regénye. A Jeremiás ifjúsági kiadása; Pantheon, Bp., 1930